# Carrie Bradshaw
Carrie Bradshaw, właśc. Caroline Marie Bradshaw (ur. 1966) – postać fikcyjna, narratorka serialu komediowego HBO Seks w wielkim mieście grana przez aktorkę Sarah Jessicę Parker. Jest ona autobiograficzną postacią wykreowaną przez Candace Bushnell, która opublikowała książkę Seks w wielkim mieście na podstawie własnej kolumny w New York Observer.

## Charakterystyka
Miranda cytowała wyniki nowego zawodnika, a ja myślałam o swoich wynikach. W Nowym Jorku grałam od 10 lat, miałam za sobą niezliczone randki, pięć prawdziwych związków, w tym jeden poważny. Wszystkie zakończone. Gdybym była baseballistą, takie wyniki byłyby... fatalne.

W serii HBO Bradshaw jest zabawową dziewczyną i fanatyczką mody, a szczególnie butów, których łączna wartość stanowiła 40 000 dolarów.

## Historia postaci

### Przeszłość
Carrie urodziła się w 1966 roku. Carrie miała 5 lat, gdy jej ojciec odszedł od jej matki. Możliwe, że ma też siostrę. Po ojcu zachowała tylko zdjęcie z nim, gdy miała 3 lata. Straciła dziewictwo w 11. klasie. Jej związek z Manhattanem trwał od 1984 roku. Zamieszkała na wyspie w 1985 roku lub o 15:30, we wtorek 11 lipca 1986 roku. Gdy przyjechała do Nowego Jorku, często zamiast obiadu kupowała „Vogue” bo taka strawa była dla niej ważniejsza. W 1986 roku poznała Charlotte w metrze, gdy akurat ktoś spuścił spodnie. Zaczęła swą przygodę z randkowaniem w 1987 roku. Pisarka przeszła aborcję w 1988 roku, w wieku 22 lat, gdy zaszła w ciążę z Chadem (Josh Burrow). Pomimo to, wciąż chciała założyć rodzinę. W 1989 roku poznała Mirandę, gdy ta płakała w przebieralni „Bloomingdale’s”, gdy Carrie pracowała w dziale sukienek a Samanthę gdy ta pracowała jako barmanka w CBGB. Od roku 1992 wynajmowała mieszkanie w kamienicy we Wschodniej dzielnicy pod fikcyjnym adresem East 73rd Street, nr 245. Płaciła za nie 750 dolarów miesięcznie, w kamienicy z kontrolowanym czynszem. Chciała mieszkać tanio i obok magazynu Barney’s, ale przeoczyła fakt, że obok znajdowała się klinika weterynaryjna. Carrie pisała co tydzień dla fikcyjnej gazety, New York Star, kolumnę nazywaną „Seks w wielkim mieście”. Zaczęła dla nich pracować w 1995 roku, w wieku 29 lat.

### Serial
Carrie poznajemy jako 32-letnią kobietę po przejściach uczuciowych, zaprzyjaźnioną z trzema najwierniejszymi przyjaciółkami i Skipperem Johnston. Pod wpływem rozmowy z koleżankami postanawia rozpocząć nowy rozdział w życiu i używać seksu bez emocji. Test wychodzi pomyślnie i nazajutrz poznała mężczyznę z Wall Street, którego nazwała „Panem Big”.
Od tego czasu była z nim związana, to w związku, to po zerwaniu, to jako kochanka na boku gdy sam się ożenił, powtórnie rozwiedziony przyjaciel i w końcu ukochany.
Gdy Carrie po raz drugi zerwała z „Bigiem”, poznała atrakcyjnego stolarza, Aidana Shaw. Zerwał z nią po raz pierwszy, gdy Carrie wyznała mu, że miała romans, właśnie z „Bigiem”. Rok później wrócili się, gdyż Aidan zgodził się na to. Tym razem to ona powiedziała mu „nie”, mimo formalnych zaręczyn. Gdy spotkali się po raz ostatni, dwa lata później, ustatkował się i był już szczęśliwy z inną kobietą.
Tymczasem Carrie musiała od niego wykupić mieszkanie, przez co doszło między nią do poważnej kłótni z Charlotte, która to przechodziła swój własny rozwód z Treyem MacDougaleem. W końcu zawarły pokój, gdy Charlotte ofiarowała jej swój pierścionek zaręczynowy na poczet mieszkania, a Carrie obiecała ją spłacić.
Wkrótce okazało się, że będzie miała z czego, gdyż jej felietony ukazały się w formie książki. Okazała się ona wielkim sukcesem, zwłaszcza w Europie. Na fali sukcesu, związała się z inteligentnym i pociągającym Jackiem Bergerem, ale ten zerwał z nią brutalnie pisząc do niej tylko przylepną karteczkę.
Carrie była zawsze oddaną przyjaciółką. Wspierała Charlotte gdy ta poroniła, Mirandę, gdy miała ataki paniki to z powodu ducha czy swoich uczuć do Steve’a oraz Samanthę gdy przechodziła leczenie raka, przez te wszystkie lata.
Kilka miesięcy później poznała tajemniczego kobieciarza Aleksandra Petrovsky. Wydawał się spełnieniem jej marzeń o romantycznych uniesieniach i zupełnym przeciwieństwem „Biga”. Dla niego nawet przeniosła się do Paryża, ale okazało się, że jego była zona i inne kobiety w końcu zostawiały go bo cenił wyżej siebie i swoją sztukę, niż je. W tym czasie, „Big” przyjechał do Paryża i zabrał Carrie do Nowego Jorku oraz wyznał jej wreszcie, że jest ta jedyną.

### Seks w wielkim mieście (film)
Carrie oraz John James „Big” Preston po 10 latach zdecydowali się pogłębić swój związek poprzez zawarcie związku małżeńskiego. Sprzedała mieszkanie i dla niej kupił wielki apartament na najwyższym piętrze wieżowca z odremontowaną dla niej, fantastyczną, podświetlaną garderobą. Ślub miał być skromny, na 75 osób, ale później stał się coraz większy rozmachem. Zwykła biała marynarkę wypchnęła przykładowo kreacja od Vivienne Westwood. W dzień samego wesela Big stchórzył, ponieważ przeraził go rozmach oraz wielkość wesela. Bradshaw była zrozpaczona, jednak za namową przyjaciółek pojechała do Meksyku, gdzie miała odbyć się ich podróż poślubna. Po powrocie odkupiła mieszkanie i zatrudniła asystentkę, Louise. Kobieta okazała się świetna w swym fachu. Natomiast Carrie wróciła do równowagi i dopiero po spotkaniu z Harrym w szpitalu, gdzie Charlotte urodziła mała Rose. Wtedy dowiedziała się, że to on odwiózł Carlotte do szpitala i czekał na Carrie. Przyznał się mężowi Charlotte, że od kilku miesięcy pisze maile do Carrie, jednak nie otrzymuje odpowiedzi. Dopiero w domu odblokowała pocztę mailową od „Biga” i otrzymała wiadomości. Nie były jego autorstwa. Brakowało mu słów, więc przepisał listy miłosne Beethovena, Lorda Byrona, Johna Keatsa i Woltera. Oprócz ostatniego, w którym przyznał się do błędu. Carrie pobiegła do apartamentu z wielką garderobą i zastała tam Biga. Ten poprosił ją jeszcze raz o rękę i tak udali się do ratusza, gdzie – w zwykłej białej marynarce – pobrali się w otoczeniu innych par młodych. Wesele odbyło się w pobliskiej restauracji. Było skromne, bo w otoczeniu najbliższych znajomych.

### Seks w wielkim mieście 2
Dwuletnie małżeństwo Carrie i Johna nie układało się najlepiej. Oboje mieli różne pomysły na spędzanie wspólnego czasu. Carrie chciała częściej wychodzić na miasto, a John wolał spędzać wolny czas w domu. Pewnego dnia do Samanthy zadzwonił Smith Jerrod i zaprosił ją na premierę swego najnowszego filmu, realizowanego w Zjednoczonych Emiratach Arabskich. Tak Samantha poznała szejka Khalida (Art Malik), który zaznajomił się z historią Jerroda. Szejk zaprosił specjalistę od PR do swej ojczyzny. Carrie poleciała z nią i tam spotkała na miejscu swą dawną miłość: żonatego Aidana. Kupował dywany do mebli, które wciąż tworzył. Carrie umówiła się z nim na kolację i przy pożegnaniu pocałował ją. Carrie wróciła do hotelu, dręczona sumieniem. Miranda mówiła, by się nie przejmowała tak jak ona wcześniej przy zdradzie Steve’a. Samantha szykowała się na randkę z nowo poznanym Rikardem, więc doradziła jej tylko, by „przespała się z tematem”. Carrie jednak zadzwoniła do Johna i opowiedziała mu o całym wydarzeniu. Carrie, Samantha, Miranda i Charlotte wróciły do Ameryki. Samantha znowu mogła brać hormony i uprawiać seks z Rikardem, a niania Charlotte okazała się lesbijką. Charlotte mogła wiec odpocząć od problemów w starym mieszkaniu Carrie, spokojna zarówno o męża, jak i dzieci. Miranda zmieniła pracę z której mogła być wreszcie bardzo zadowolona i nareszcie doceniana. Małżeństwo Carrie i Johna przetrwało – doszli do wniosku, że pomysł 2-dniowego urlopu od małżeństwa nie był najlepszy. Razem świętowali trzecią rocznicę ślubu i 13 lat znajomości.

### Seks w wielkim mieście 3
W trzeciej części cyklu Big miał umrzeć na zawał serca podczas prysznica. Historia mała się toczyć wokół tego jak Carrie przeboleje śmierć małżonka. Projekt jednak anulowano.

### And Just Like That...
W styczniu 2021 roku potwierdzono kontynuację serialu, pod tytułem „And Just Like That...” jako 10 odcinków po 30 minut, bez udziału Kim Cattrall.
Dyrektor programowy HBO postanowił rozwiać wątpliwości i ujawnić, że Samantha po prostu przestanie być częścią paczki przyjaciółek z serialu.

## Garderoba
Carrie była i jest postacią, która kocha modę. Kiedyś wolała nawet kupić najnowszego Vogue’a zamiast obiadu. Jest fanką butów z zamiłowaniem do tych drogich, sięgających 480 dolarów i ekskluzywnych projektantów (głównie Manolo Blahnika, ale także Christiana Louboutina i Jimmy’ego Choo). Gdy wpadła w kłopoty finansowe, związane z wykupem mieszkania, dzięki Mirandzie Carrie odkryła, że wydała na same buty około 40 000 dolarów. O znaczeniu drogich marek w jej życiu świadczył fakt, że dla Carrie substytutem przedstawienia chłopaka rodzicom, było zaznajomienie go ze sprzedawcą Prady. Znana jest z noszenia ubrań marek takich jak Chanel, Christian Dior, Balenciaga, Dolce & Gabbana, Givenchy, Alexander McQueen, Vivienne Westwood, Roberto Cavalli, Helmut Lang, Chloe, Marni, Marc Jacobs, Jean-Paul Gaultier, Sonia Rykiel, Versace, Miu Miu, Fendi, Missoni, Moschino, Betsey Johnson, Óscar de la Renta i Gucci. Niewiarygodna garderoba Carrie była bardzo ważna dla pisarki z w miarę dobrymi dochodami (zmienia się to dopiero w 5 sezonie serialu, gdy jej książka odnosi sukces). Wielu ludzi z jej otoczenia zauważało u niej objawy zakupoholizmu i ostrzegało ją przed tym nałogiem.
Ciekawostką jest, że odtwarzająca rolę Carrie Sarah Jessica Parker otrzymała całą tę garderobę na własność.

## Powiązane z postacią

### Aidan Shaw
Aidan Shaw (John Corbett) to stolarz oraz były chłopak a później, były narzeczony Carrie.
Sezon 3
Carrie na prośbę Stanforda, udała się na wystawę mebli projektanta Aidana Shawa. Zainteresowali się sobą, ale on postawił warunek, że nie będzie się umawiał z palaczką tytoniu. Dlatego też Carrie, po niemałych oporach, rzuciła palenie w zamian za plaster nikotynowy. Carrie chciała się przespać z Aidanem, ale ten jej odmówił. Zaczęła się zastanawiać, czy z nim jest coś nie tak, czy będą tylko przyjaciółmi. Nie przyszło jej do głowy, że jemu może się nie spieszyć do tego. Wstydziła się i w końcu razem poszli na „seks mający znaczenie”. Carrie, po trzech tygodniach spotykania się z Aidanem, zaczęła się budzić w środku nocy jakby z koszmaru. Nie mogła uwierzyć, że jej związek jest tak idealny i obawiała się spotkania z jego rodzicami. Zdecydowała, że będą się rzadziej spotykać, ale w operze zobaczyła „Biga” z Natashą i uciekła przed nimi. Z tęsknoty zadzwoniła do Aidana, ale nie odbierał telefonu. W końcu Carrie spotkała się z całą trójką, czyli Aidanem i państwem Shaw. Carrie spotkała Biga na jachcie. Oboje byli bez swych partnerów. Pisarka unikała go jak mogła, ale ten przyszedł, gdy Aidan poszedł do sklepu. Nie wiedziała czego chce i Carrie zamknęła przed nim drzwi. Odsłuchała jego wiadomość, że wciąż o niej myśli i tęskni. Carrie na wystawie mebli Aidana, zyskała świadomość tego, że Big odejdzie od żony, bo się jemu z Natashą nie układało. Nie chciała na początku o tym słyszeć i wręcz była wściekła na niego za to. Gdy Aidan odnawiał jej mieszkanie, poszła do hotelu pisać artykuł. Tam znalazł ją Big. Mimo początkowego oporu Carrie, uległa mu i poszli razem do łóżka. Carrie czuła się winna z powodu romansu w jaki się wdała z Bigiem. Powiedziała o nim Samancie. Nazajutrz po wieczorze z Jones, Aidan wyjechał. Carrie przespała się z Bigiem, pomimo tego, że z początku nie chciała tego zrobić. Po powrocie, Aidan wyznał jej miłość. Carrie spotkała się jeszcze z Bigiem pod swym domem, ale zakazała mu dzwonić do Natashy. Aidan domyślił się tylko, że Carrie znowu pali papierosy. Poprosił ją, żeby przestała. Carrie chciała rzucić jeszcze jeden nałóg, mianowicie Biga. Carrie i Big udawali się na seks spotkania do przeróżnych hoteli, w dzielnicach, gdzie nikt ich nie znał. Nie mogła wytrzymać w tajemnicy i przekazała nowinę o romansie Mirandzie. Carrie zaczęła nawet narzekać na pewne zachowania Aidana przy nim. Wkrótce też Charlotte i sama Natasha odkryły, że Carrie i Big mieli romans. Żona Biga, ścigając Carrie, straciła ząb i przegryzła wargę. Carrie odwiozła ją do szpitala i zerwała z Bigiem. Carrie zaczęła się zmagać ze znalezieniem odpowiedniego momentu, by powiedzieć Aidanowi o romansie. Aidan zrobił piękną ławkę na ślub Treya i Charlotte ze skazą. Był to sęk na środku oparcia. Oboje też wyznali sobie miłość, ale Carrie w dniu ślubu przyjaciółki wyjawiła mu prawdę. Aidan zerwał z Carrie. Carrie wygrała walkę z kogutami, które budziły ją w środku nocy. Wraz z Mirandą, spotkały też Aidana i Steve’a przebywających ze swoimi nowymi dziewczynami. Obie nie mogły w to uwierzyć, że tak szybko doszli do siebie po rozstaniu z nimi.
Sezon 4
Carrie początkowo zgodziła się iść na otwarcie baru Steve’a „Skaut”. Wycofała się, gdy zobaczyła nazwisko Aidana na zaproszeniu. W końcu Steve wyznał jej, że sam wysłał zaproszenie, na co Carrie uciekła z baru, gdy usłyszała samego Aidana. Przyszła też do przestraszonej Mirandy. Carrie z Samanthą i Mirandą poszły do baru. Aidan zauważył swą byłą dziewczynę i kiwnął jej głową. Oboje spotkali się na zapleczu i rozmawiali. Zauważyła, że może być osiągalny. Carrie zrozumiała, że chce wrócić do Aidana. Robiła mu głuche telefony i za radą przyjaciółek, założyła skrzynkę e – mailową. Wysłała maila do niego, że tęskni, ale on go skasował wraz z innym spamem, bo nie zauważył. Spotkali się razem z Mirandą i Steve’em. Carrie mylnie odczytała znaki, gdy on położył swoją dłoń na jej podczas rozmowy. Aidan zaoferował jej tylko przyjaźń, ale gdy mieli iść do swych domów, pocałował ją blisko ust. Carrie powiedziała mu otwarcie, że chce do niego wrócić, a nazajutrz, po wspólnie spędzonej nocy, stolarz zgodził się, by znowu byli parą. Carrie i Aidan uprawiali seks, gdy Big nagrał się na jej głośną sekretarkę. Od tego czasu Shaw przestał budzić się przytulony do Carrie. W końcu zaczęła się obawiać, że Aidan nadal jej nie wybaczył romansu z Bigiem. Gdy Pete, pies Aidana, dostał biegunki, Carrie zauważyła go z inną barmanką. Wpadła w szał i kazała Aidanowi przespać się z nią, by byli kwita. Tak naprawdę chciała, by jej wybaczył, co wreszcie uzyskała. Carrie otrzymała klucze od domu Aidana. Ich związek rozkwitł, ale wkrótce natrafił na kolejną rafę. Komputer Carrie typu Macintosh padł. Aidan całkowicie go wyłączył kombinacją klawiszy używaną tylko na komputerach typu PC. Carrie była na niego zła i razem poszli do serwisu Apple. Tam powiedzieli, żeby archiwizowała dane, bo dotychczas tego nie robiła. Aidan kupił Carrie nowy komputer, ale go nie przyjęła. W rewanżu chłopak oddał klucze do jej mieszkania. Komputer Carrie stracił wszystkie dane i kobieta zadzwoniła do Aidana z wyjaśnieniami, że musi sobie sama radzić. Przystała jednak na przenośny dysk, zakup Aidana, na którym przechowywała dane. Carrie zaciągnięto przez Aidana do wiejskiego domu w Suffern w stanie Nowy Jork. Nie była nim zachwycona i przestraszyła się wiewiórki. Nudziła i czuła się, że była odcięta od jej ukochanego Nowego Jorku. Wróciła do miasta, by spotkać się z wydawcą. Zjadła też kolację z Bigiem, na której wyznał jej, że szaleje za gwiazdą, Willow Summers. Carrie udawała przed Bigiem, że uwielbia domek Aidana i nie rani jej historia z Willow. Zaprosiła Samanthę na wieś. Wreszcie sama wykrzyczała Aidanowi, że nienawidzi tego domu, ale szybko poprawiła to już je się wymsknęło. Mężczyzna zaproponował jej, by odwiedzała to miejsce tylko w weekendy. Carrie zaczęły przeszkadzać problemy miłosne Biga. Zadzwonił do niej z nimi i czuł się źle. Po rozmowie, usłyszała, że Aidan mógłby go wyzwać na bójkę i by go pokonał. Wreszcie postanowiła go zaprosić do wiejskiego domku Aidana, do Suffern. Aidan był wściekły, ale zgodził się. Były kochanek Carrie przyjechał i po godzinie oraz dwóch butelkach czerwonego wina zaczął narzekać na Willow. Spił się przy tym i Aidan dał mu koc, by przenocował w jego domu. Nazajutrz obaj mężczyźni siłowali się w błocie i przestali, dopiero gdy pies Pete ugryzł Biga w pośladek. Po wszystkim rozmawiali jakby nic się nie stało. Carrie, przy okazji zdarzenia jakie przytrafiło się Mirandzie powiedziała przyjaciółkom, że w 1988 roku, gdy miała 22 lata, przeszła aborcję. Gdy Aidan, poinformowany już o stanie Mirandy, spytał Carrie, czy sama miała aborcję, skłamała mu. Felietonistka zgodziła się towarzyszyć Mirandzie przy zabiegu i odwiedziła klub Saloon, gdzie pracował Chad (Joshua Burrow). To seks z nim zaowocował ciążą, którą usunęła. Nie pamiętał jej, co przekonało ją, że postąpiła słusznie. Przyznała się też Aidanowi do czynu sprzed lat, ale zakazała mówić Steve’owi, że będzie ojcem. Carrie odkryła, że w jej bloku zawiązała się wspólnota i jeśli chce pozostać w swym mieszkaniu, musi je wykupić. Aidan zgodził się nabyć. Gdy pakowała jego porozrzucane rzeczy, znalazła pierścionek zaręczynowy, czyli brylant w kształcie gruszki, oprawiony w złoto. Natychmiast zwymiotowała do kuchni. Miranda pomogła mu go wybrać. Carrie miała wątpliwości, ale pomimo tego, zwierzyła się Bigowi na ten temat. Podczas zwykłego spaceru z Carrie, Aidan poprosił ją, bardziej gustownym pierścionkiem, o rękę na co jego dziewczyna się zgodziła. Samantha przyznała się, że tym razem to ona pomogła wybrać pierścionek i uczciła to wydarzenie z przyjaciółką. Carrie zastała swoje mieszkanie zagracone rzeczami Aidana. Miał je przenieść do tego za ścianą sypialni pisarki. Staruszka mieszkająca tam, pani Cohen (Francine Beers), miała jednak wyprowadzić się dopiero za miesiąc. Aidan się wściekł, ale to Carrie była niezadowolona, gdy jej narzeczony zaproponował posprzątanie jej garderoby. Gdy Pete pogryzł jedne z jej butów, pokłócili się i kobieta wyszła. Gdy wróciła, nadal się nie przeprosili. Pomimo to rozejm między nimi sam się zrodził. Carrie i Aidan różnili się co do spędzania wolnego czasu. On wolał zostawać w domu wraz z nogami kurczaków od KFC, a ona, w sobotę wieczór, wyjść z przyjaciółkami do klubu gejowskiego. Poznała tam geja i handlarza drogimi butami, Olivera (Murray Bartlett). Dał jej film pornograficzny z gejami, który potem obejrzała z przyjaciółkami u Samanthy. Spotkała się dwa razy z nim gdzie za każdym razem przyłapał ich Stanford. Po tym wszystkim wróciła do domu, by być tylko z Aidanem i pierścionkiem zaręczynowym na szyi. Carrie powiedziała Susan Sharon (Molly Price) o swych zaręczynach i o tym, że jeszcze nie mieli z Aidanem pojęcia, gdzie się pobiorą. Stolarz, podczas prysznica, zaproponował swej wybrance ślub na Hawajach lub Aspen. Carrie nie była zachwycona, więc Miranda wpadła na pomysł, by przyjaciółka, w ramach terapii szokowej, przymierzyła najbardziej koszmarną suknię ślubną. Sama też ubrała jedną z kreacji i była zadowolona, ale pisarka dostała wysypki. Stwierdziła, że brakuje jej genu panny młodej. Przeglądała katalog sukien ślubnych gdy Aidan wybijał ścianę w jej sypialni, aby połączyć mieszkania. Nie wytrzymała i pobiegła do niego aby przestał. Poprosiła też go, by miała trochę czasu na zastanowienie się, czy chce tego ślubu. Pomimo to, po balu u Richarda, Aidan naciskał na Carrie, by się pobrali. Carrie miała wątpliwości i para rozstała się, a Aidan wyprowadził się nazajutrz. Carrie pożegnała Aidana, który zabrał ostatnie pudło z jej domu. Kazała mu zabrać pierścionek, który jej dał. W zamian, zmusił ją do wykupienia od niego wynajmowanego przez nią mieszkania w ciągu 30 dni.
Sezon 5
Carrie dowiedziała się tylko z opowieści Steve’a. że Aidan był załamany po zerwaniu z nią. Steve przynosił mu jedzenie i wspierał go w tym okresie. Gdy doszedł do siebie, jego kolejną dziewczyną była plotkująca na mieście specjalistką od castingów do programu „Saturday Night Live”, Niną Katz (Nadia Dajani). Dowiedziała się o szczegółach ich związku i nie była zachwycona gdy sama spotkała pisarkę.
Sezon 6
Aidan poznał Kathy i ożenił się z nią. Gdy on i Carrie znowu się spotkali, stolarz był już ojcem małego Tate (James Wilkie Broderick). Carrie była w związku z pisarzem, Jackiem Berger. Rozstali się w przyjaźni, na środku ulicy, gdy Kathy była akurat w sklepie.
Seks w wielkim mieście 2
W Zjednoczonych Emiratach Arabskich Carrie spotkała Aidana, który nadal był żonaty i miał już trójkę dzieci. Przebywała tam towarzysko, ze względu na służbowe zobowiązana Samanthy wobec szejka Khalida (Art Malik). Aidan kupował dywany do mebli, które wciąż tworzył. Carrie umówiła się z nim na kolację i przy pożegnaniu pocałował ją. Carrie wróciła do hotelu, dręczona sumieniem.
And Just Like That...
Aktor wystąpi w kontynuacji serialu i dwóch filmów kinowych.

### Aleksandr Petrovsky
Umawiał się z każdą kobietą z Nowego Jorku od 1977 do ostatniej środy. Kto wie ile naleśników usmażył kobietom w innych krajach?

Tak go zainspirowała, że napisał dla niej piosenkę. Czyż nie jest romantyczny?

Jest pretensjonalny. Owinął sobie Carrie wokół palca. Zmieniła się. Przez cały wieczór ani razu się nie roześmiała. (...) „Instalacja świetlna”? Co to ma być?

Wszystko jej mniej ważne, niż sztuka.

Aleksandr „Rosjanin” Petrovsky (Michaił Barysznikow) to urodzony w 1949 roku słynny artysta, którego Carrie poznała po zerwaniu z Bergerem. Przez wiele lat był kobieciarzem. Jednakże ożenił się i był żonaty przez 7 lat (z czego tylko 5 było szczęśliwe) z Juliette Bilogue (Carole Bouquet). Urodziła mu się córka Chloé (Cécile Cassel). Później przeszedł wazektomię, gdyż nie wyrażał chęci posiadania więcej własnych dzieci. Ostatnią wystawę artystyczną oddał w 1998 roku. Mieszkał w Nowym Jorku od 2001 roku.
Sezon 6
Carrie poznała przystojnego artystę o imieniu Aleksandr Petrovsky w galerii. Zadzwonił do niej i zaprosi na pierwsza randkę, późno w nocy, do rosyjskiej restauracji i ponownie do galerii, by udowodnić jej, że performerka, którą wcześniej podziwiali, a sama wyśmiała, kontynuuje zadanie jakie sobie wyznaczyła. Zaimponował jej nawet kondycją fizyczną, gdy dobiegł do odjeżdżającej taksówki, w której została jej torebka. Carrie zaczęła się przywiązywać do Aleksandra, ale nie mogła zignorować jego przeszłości kobieciarza. Prześledziła jego historię seksualną, ale on zapewnił ją, że teraz spotyka się tylko z nią. Carrie była rozpieszczana przez artystę Petrovsky’ego, który czytał jej wiersze, grał dla niej na pianinie, zapraszał do opery. Ona nie przywykła do takiego traktowania i powiedziała mu o tym, a po tym jak zatańczyli na ulicy, zemdlała. Zamiast w operze, kochankowie zakończyli wieczór w McDonald’s. Carrie była oczarowana faktem, że artysta wręczył jej klucze do swojego apartamentu i kod do alarmu. Zachwyciła się jak dobrze opiekował się Bradym, synem Steve’a i Mirandy, Wyznał jej jednak, że nie chce i nie może mieć więcej własnych dzieci. Chciała wiedzieć czy może liczyć na coś więcej, a on uznał, że jeśli sama chce dziecka, powinna je mieć. Carrie została zabrana przez artystę do nowojorskich restauracji z kuchniami całego świata. Wściekła na Petrovsky’ego gdy ten nie wierzył w to, że Samantha wyzdrowieje. Sam miał przyjaciółkę o imieniu Sophie, która przegrała walkę z rakiem. Był tym zaskoczony bo sam sądził, że nie umrze i chciał oszczędzić jej szoku, jaki sam doznał. Carrie była zasmucona faktem, że Aleksandr odmówił pokazania jej swoich prac czy przedstawienia się przyjaciółkom. Miała wątpliwości wobec tego co robił. Skasowała przy okazji wiadomości głosowe od Biga. Aleksandr zaproponował Carrie przeprowadzenie się do Paryża, gdyż tam miał wkrótce otworzyć swą wystawę. W końcu Samanthę ze Smithem Jerrodem, Mirandę ze Steve’em, Stanforda z Marcusem i Charlotte z Harrym na uroczystą kolację. Ogłosił im, że Carrie z nim zamieszka. Pisarka to sprostowała, że otrzymała tylko zaproszenie. Na przyjęcie Enid Frick z Vogue, gdzie pracowali, Carrie przyprowadziła dla niej Martina Grable (Wallace Shawn), samotnego przyjaciela Petrovsky’ego. Dopiero po śmierci legendarnej imprezowiczki i wieloletniej przyjaciółki Lexi Featherston (Kristen Johnston), wątpliwości Carrie minęły. zgodziła się pojechać ze swym mężczyzną do Paryża. Carrie po raz kolejny odrzuciła telefon od Biga i wygarnęła mu w twarz, że zawsze zjawia się wtedy, gdy ona jest z kimś by zniszczyć ten związek. Nie chciała być wodzona za nos bo to robił on z nią, przez ostatnie 6 lat. Następnie zjadła kolację z dziewczynami, na której wszystkie się rozpłakały. Poleciała do Paryża, ale pomimo początkowego zachwytu, nie nawiązała więzi z córką Aleksandra, nie rozumiała do końca języka i faktycznie, była sama w tym europejskim mieście. Zgubiła przy tym wisiorek ze swym imieniem. Carrie poznała byłą żonę Petrovsky’ego. Były bardzo podobne i zaniedbane przez Aleksandra. Pisarka spotkała swych fanów (Julien Rouleau i Myriam Blanckaert) w Paryżu. Umówiła się z nimi na spotkanie, ale prapremiera wystawy Petrovsky’ego przedłużyła się i nie doszło ono do skutku. Carrie znalazła za to swój wisiorek i po krótkiej rozmowie z nim i przypadkowym spoliczkowaniu w hotelowym pokoju, zerwała z Aleksandrem.

### Enid Frick
Enid Mead, później Enid Frick (Candice Bergen) to przełożona Carrie w Vogue.
Sezon 4
Carrie podjęła pracę w magazynie o modzie „Vogue”. Pierwszy artykuł nie spodobał się Enid, ponieważ za mało napisała o esencji Vogue, czyli stylowych ubraniach czy dodatkach. Inny pracownik firmy, Julian (Ron Rifkin) postanowił jej pomóc. Był od 24 lat żonaty, a jego córka namówiła go do zatrudnienia Carrie w magazynie, ponieważ czytała jej felietony. Razem poszli na kolację, gdzie Julian usłyszał, że ojciec Carrie opuścił ją gdy miała 5 lat rozstała się także z chłopakiem. Wieczorem dokończyli artykuł. Julian zaprowadził Carrie do magazynu Vogue, gdzie ona oszalała ze szczęścia. On za to, będąc tylko w majtkach, zaproponował jej związek, ale go odrzuciła. Zdecydowała się konsultować tylko z Enid.
Sezon 5
Carrie przygotowywała się na przyjęcie z okazji wydania jej książki. Podczas spotkania z Courtney (Amy Sedaris), poznała innego pisarza, który miał już cały proces promocyjny za sobą, Jacka Bergera. Rozmawiali podczas spaceru i kobieta zaprosiła go na swoje przyjęcie książkowe. Niestety spadł na nią kubeł zimnej wody, gdy usłyszała, że mieszka z dziewczyną. Carrie spotkała też Enid. Dała ona jej rade, że trzeba się pozbyć złudzeń w związku, życiu i modzie.
Sezon 6
Carrie została poproszona przez Aleksandra by przeprowadziła się do Paryża. Wahała się jaka podjąć decyzję. Enid zaprosiła Carrie na lunch i zaproponowała by Aleksandr sprowadził dla niej jednego ze swoich samotnych znajomych. Pojawili się z Martinem Grable (Wallace Shawn), krytykiem kulinarnym, ale Enid określiła go per „niziołek”. Sama zainteresowała się Aleksandrem i miała pretensje, że odbiera mężczyznę po 50 roku życia kobiecie po 50. roku życia, takiej jak ona. Na przyjęciu Enid, legendarna imprezowiczka i przyjaciółka Carrie, Lexi Featherston (Kristen Johnston), wypadła za okno i zginęła na miejscu. Carrie widziała jej śmierć, co wpłynęło na jej decyzję o wyjeździe do Paryża.
Seks w wielkim mieście (film)
Enid zaproponowała Carrie sesję fotograficzną w sukniach ślubnych z okazji swojego ślubu z Johnem „Big”. W efekcie, na samą uroczystość otrzymała suknię od Vivienne Westwood, która była zachwycona jej zdjęciami w kreacji od niej.

### Jack Berger
Jack Berger (Ron Livingston) był pisarzem z dowcipnym i krótkim komentarzem na codzienne sytuacje oraz byłym chłopakiem Carrie. Zanim się poznali, chodził z Lauren. Za swą działalność pisarską, m.in. książkę „Huragan Pandora” otrzymał nagrodę Pulitzera.
Sezon 5
Carrie przygotowywała się na przyjęcie z okazji wydania jej książki. Podczas spotkania z Courtney (Amy Sedaris), poznała innego pisarza, który miał już cały proces promocyjny za sobą, Jacka Bergera. Rozmawiali podczas spaceru i kobieta zaprosiła go na swoje przyjęcie książkowe. Niestety spadł na nią kubeł zimnej wody, gdy usłyszała, że mieszka z dziewczyną. Carrie spotkała też Enid Frick. Dała jej radę, że trzeba się pozbyć złudzeń w związku, życiu i modzie. Za to, otrzymała zaproszenie na przyjęcie z okazji promocji jej książki z felietonami od Carrie. Wieczorem, zabawa udała się i Berger przyszedł, ale tylko jej pogratulował. Rozważała, że po co jej Jack, ale ostatecznie doszła do wniosku, że może poczekać na swą szczęśliwą kartę. Kwartet dziewczyn poszedł na koncert słynnego artysty, geja i przyjaciela Carrie, Bobby Fine’a (Nathan Lane). Były w szoku na wieść, że ożeni się rozwiedzioną i bogatą Bitsy von Muffling (Julie Halston). Wszystkie był cynicznie nastawione do wielkiego wydarzenia w Hamptons. Uznały jednak, że nowożeńcy razem mogą być szczęśliwi. Carrie spotkała też ponownie Jacka, który zerwał ze swą dotychczasową dziewczyną. Kupił motor, by odreagować rozstanie. Zaprosiła go na przyjęcie Samanthy. Ich spotkanie zakończyło się zbyt szybko, ponieważ Carrie zbyt dużo mówiła, co speszyło Jacka. Ten jednak przyszedł na samo wesele, na potańcówkę z Carrie i zaproponował jej pierwszą randkę.
Sezon 6
Carrie udała się na podwójną randkę. Najpierw z Willem Applegate (Wallace Langham), ale okazała się katastrofą. Carrie obawiała się spotkania z Jackiem. W trakcie ucieczki przed Bergerem, spotkała Aidana Shaw, który to był już na innym etapie życiowym. Carrie poszła dalej ulicą i zadzwoniła do Jacka. Razem spotkali się pod kinem i udali się na seans. Carrie i Berger przeżywali razem randki pełne napięcia seksualnego. Nie szło im jednak w samym łóżku. Dopiero gdy w domu odtworzyli warunki z restauracji, wszystko się udało. Carrie odwiedziła mieszkanie Bergera. Dowiedziała się, że udekorowała je Lauren, której nienawidził za to, że go zdradziła i odebrała chęć do życia. Teraz chciała zakończyć związek przy obiedzie, by przestał się oglądać w przeszłość. Czuł się tak dopóki nie poznał Carrie. W zamian Bradhaw kupiła mu nagranie szumu morza, zastępując odgłosy lasu od Lauren, na dobry początek nowego związku. Mogła się wyspać w jego mieszkaniu. Carrie przedstawiła Bergera dziewczynom jako swego chłopaka. Polubiły go i Carrie przeczytała jego powieść. Uznała, że jest świetna, ale pokłócili się o to, że mieszkanki Manhattanu nie noszą frotki. Przyznał po jakimś czasie, że jego powieść jest słaba, ale porozmawiali o tym. Carrie zaprowadziła swego chłopaka do salonu Prady, ale on nie zgodził się, by kupiła mu drogą koszulę. Carrie, po rozmowie z Courtney, usłyszała, że wydawnictwo zrezygnowało z wydania drugiej książki Jacka. Oboje udali się na przedstawienie chłopaka Samanthy, ale Jack powiedział jej, że to nie jest jego wieczór. Poprosił Carrie o to by mu pozwoliła wrócić do domu, a ona się zgodziła. Po tym jak odszedł, spotkała Stanforda, który usiadł na miejscu Bergera. Carrie zaczęła się kłócić z Jackiem, o pisanie czy problem Charlotte z randkami z nudnymi mężczyznami. Pisarz zaproponował dziewczynie, by od siebie odpoczęli. Carrie w trakcie kolejnego szkolenia na przysięgłą, zmieniła zdanie co do Bergera. Mężczyzna przyszedł do jej mieszkania. Przyniósł jej różowe goździki, wyznał jej miłość i chciał zacząć od nowa. Pisarka obudziła się nazajutrz w swoim łóżku i nie zastała Jacka w domu. Zostawił jej samoprzylepną karteczkę na laptopie z napisem: „Wybacz, nie potrafię, nie gniewaj się”.

### Marcus Adant
Marcus Adant (Sean Palmer) to były chłopak Stanforda i tancerz w nowojorskim „Radio City Music Hall”. W przeszłości pracował jako męska prostytutka na telefon. Przeszedł też operację nosa, po której przez miesiąc nie wychodził z domu.
Sezon 5
Stanford spotkał go w drodze po kawę. Następnie przedstawił Samancie i Carrie, gdy ta miała na sobie peniuar by wystąpić w nim na okładce swojej książki z felietonami. Oboje poparli ją w kwestii, że nie jest to najlepszy strój na okładkę. Następnie Marcus zrobił fellatio Stanfordowi, na czym przyłapała ich Samantha. Marcus został zaproszony przez Stanforda na przyjęcie Carri z okazji wydania jej książki. Oboje byli w szoku gdy zobaczyli czerwoną od peelingu chemicznego twarz Samanthy. Stanford zaczęła się przechwalać Marcusem przed Anthonym. Carrie została zaproszona przez Stanforda na występ Marcusa w jego lokalnym teatrze by go podziwiać. Został też zaproszony na przyjęcie w domu Richarda Wright z powodu ślubu znanego geja, Bobby Fine’a (Nathan Lane). Byli w szoku na wieść, że ożeni się rozwiedzioną i bogatą Bitsy von Muffling (Julie Halston). Carrie i Stanford nie mogli uwierzyć, że Bobby jest heteroseksualny, gdy udawał, ze trze ser na brzuchu Marcusa.
Sezon 6
Anthony zainteresował się przeszłością Marcusa i odkrył, że zajmował się prostytucją. Powiedział o tym Charlotte, a ta przekazała to dalej i w końcu Stanford dowiedział się o wszystkim. Miał pretensje do niego nie o sam zawód, ale o tajemnicę. W końcu udali się na wspólny bal. Stanford z Carrie a Marcus za nimi, gdzie oboje gejów się pogodziło. Wkrótce Stanford przedstawił Smitha Jerroda swemu chłopakowi. Fan zrobił im zdjęcie, przez co prasa kolorowa zaczęła podejrzewać Jerroda, że jest gejem, a Samantha – seksualna legenda Manhattanu – jest tylko jego przyzwoitką. Wraz ze Stanfordem zostali zaproszeni na kolację u Aleksandra Petrovsky, gdzie gospodarz powiedział im, że Carrie przeprowadzi się z nim do Paryża. Pisarka sprostowała, że otrzymała tylko taką propozycję.

### Louise
Louise (Jennifer Hudson) to była, dwudziesto-kilkuletnia asystentka Carrie.

Louise: Słonko. Ze mną nie zginiesz.
Carrie (narratorka): To były prorocze słowa. Po trzech dniach zaczęłam ją nazywać „Świętą Louise z Saint Louis”.

Seks w wielkim mieście (film)
Carrie, po zerwaniu z „Bigiem”, tym razem już jako narzeczonym, odzyskała niedawno sprzedane mieszkanie i by zebrać swoje życie w całość, postanowiła zatrudnić asystentkę by jej w tym pomogła. Po kilku nieudanych rozmowach kwalifikacyjnych, znalazła dziewczynę z Saint Louis. Absolwentkę informatyki z pięciorgiem rodzeństwa, która zerwała niedawno z Willem (Joshua Henry) i przyjechała do Nowego Jorku by szukać miłości. Zaimponowała Carrie informacją, że wie o wypożyczalni drogich torebek, jak Louis Vuitton. Tak otrzymała pracę. Louise zorganizowała Carrie wyposażenie mieszkania oraz – na życzenie pisarki – przekierowała przepraszające maile od „Biga” do innego folderu. Nadała mu hasło „miłość”, jak w breloku od swych kluczy. Dała też Carrie nowy telefon, gdyż Bradshaw wyrzuciła stary w Meksyku. Gdy razem sprzątały garderobę, Carrie zajrzała do kartonu z okazałą suknią ślubną od Vivienne Westwood. Louise wyznała, że wie co czuje bo chłopak ją rzucił rok wcześniej. Poszły do baru i Carrie uświadomiła jej, że inny chłopak, który chce z nią iść na drinka, będzie oczekiwał czegoś więcej, po czym Louise udała się na randkę. Carrie, tuz przed przerwą świąteczną, otrzymała od Louise film „Spotkamy się w Saint Louis”. W zamian, kupiła swej asystentce jej własną torebkę od Louis Vuittona, co uznała za najlepszą inwestycję w życiu. W swej rodzinnej miejscowości, Louise spotkała się z Willem na przyjęciu. Wkrótce też pogodziła się z nim, gdyż oboje zrozumieli jak mocno się kochają. Louise przedstawiła go Carrie, tuż przed walentynkami. Dziewczyna stworzyła jej stronę, przekazała, że penthouse kupiony niegdyś przez „Biga” został sprzedany i za 60 dni nowy właściciel go przejmie. W końcu zaręczyła się i oznajmiła Carrie, że na jesieni weźmie ślub z Willem, na który ją zaprosiła. Tuż przed pożegnaniem, Louise przekazała Carrie swój specjalny brelok. Kilka tygodni później Carrie odblokowała folder z miłosnymi mailami od „Biga”, dzięki hasłu z breloka. Louise przedzwoniła jeszcze do niej, że w penthousie zostały jej buty za 525 dolarów od „Biga”, położone tam przez nią przed zerwaniem i by je odebrała. Tam Carrie spotkała „Biga”, dzięki czemu się pogodzili oraz pobrali.

### Stanford Blatch
Dorastanie to okres przejściowy. Piętnaście lat odrzucenia to sposób życia.

Stanford i Allan czcili tego samego boga: styl.

Stanford Blatch (Willie Garson) to gej i przyjaciel Carrie. Syn Glorii (Viola Harris) i Leo Blatch (Gerry Vichi). Ich znajomość sięga końca lat 80. XX wieku, gdy Carrie przyjechała do Nowego Jorku. Jest agentem i pochodzi z bogatej rodziny. Ma poczucie stylu i humoru. Już od dziecka wiedział, że jest gejem. Posiada jedną, młodszą siostrę.
Sezon 1
Stanford został wprowadzony w serialu jako zwolennik miłości, a nie seksu bez uczuć oraz głos rozsądku, gdy Carrie spotkała Kurta Harringtona (Bill Sage), który trzykrotnie złamał jej serce. Klient Stanforda, model Derek (Andrea Boccaletti) prezentował męską bieliznę. Carrie poznała go a Stanford podejrzewał, że jest gejem i był wściekły, gdy pisarka zaprosiła Dereka do siebie do domu. Zapewniła go, że tylko rozmawiali. Następnie upewnił Carrie, że nie tylko heterycy, lecz geje traktują singli jak wrogów. Zapoznał ją z Jaredem (Justin Theroux), który został ogłoszony jednym z 30 najfajniejszych ludzi w mieście a pisarka się nim chwilowo zauroczyła. Stanford miał dość gejów ze względu na konkurencję. Został odrzucony przez innego, podobnego do niego mężczyznę (Jack Merrill). W pewnej chwili podchwycił żart Carrie by pobrali się, przez co on by zainkasował czek od babci a sama miała by towarzysza życia. Carrie i Stanford spotkali się z seniorką (Mimi Weddell), ale pisarka zrozumiała, że jej przyjaciel odziedziczy tylko kolekcję kostiumów Coco Chanel od babci, bo wiedziała, że jest gejem. Stanford zdobył chłopaka (Duane Boutte), projektanta nowych perfum, których wypuszczenie uczczono imprezą. Był zmartwiony, że „Big” nie odpowiada emocjonalnie Carrie.
Sezon 2
Stanford był obecny na urodzinach Carrie i był zniesmaczony, że Carrie zaprosiła na przyjęcie urodzinowe „Biga”, zorganizowane przez nią. Nowy chłopak Stanforda (Robert Montano) przygotowywał artykuł „wspaniałe i samotne” o dwudziestu singielkach z Manhattanu. Carrie otrzymała zaproszenie, ale nazajutrz zobaczyła siebie z podkrążonymi oczami na okładce. Zdjęcie zrobiono jej po przetańczonej nocy, zakrapianej alkoholem i nie zdążyła się wyspać na sesję. Stanford i Carrie zostali poproszeni przez Charlotte o to by zweryfikowali czy jej chłopak, cukiernik Stephan (Dan Futterman) jest gejem. Stanford zaprzeczył, pomimo że go pociągał. Wkrótce okazało się, że miał rację. Samantha zaprosiła Stanfroda na otwarcie nowego baru pt. „cierpienie uszlachetnia”, prowadzone przez jej firmę PR. Sam prowadził bujne życie erotyczne w sieci jako „Rick9cali”, sugerujący posiadanie penisa o długości prawie 23 cm. Otrzymał wiadomość od swego ulubionego czatowicza o nicku „duzyptak”. Pochwalił się tym Carrie a ta zachęciła go by poszedł na spotkanie na żywo, w klubie dla gejów, w starej rzeźni. Na miejscu musiał rozebrać się do samych majtek, zgodnie z tamtejszymi zasadami. Spotkał młodego mężczyznę (Chris Payne Gilbert), który podziwiał jego bieliznę z Paryża. Gdy Carrie drugi raz zerwała z „Bigiem”, Stanford zachęcił pisarkę by udała się do Ellen Greenfield, „doktor G.” (Anne Lange), terapeutki gwiazd i dziwił się, że jeszcze tego nie robiła.
Sezon 3
Carrie umawiała się z Billem Kelley (John Slattery), lokalnym politykiem. Stanford poprosił przyjaciółkę by umówiła go z zarządcą jego kampanii, Markiem (Mike Doyle), ale okazało się, że preferuje muskularnych blondynów. Dlatego okłamała go, że Mark jest heteroseksualny. Przyprowadziła Stanforda na przyjęcie Charlotte, gdzie można było porzucić swojego dotychczasowego partnera by znaleźć nowego. Charlotte zaprosiła go też na wystawę Bairda Johnsona (Donovan Leitch Junior), który przebierał kobiety w mężczyzn i je fotografował. Dzięki niemu Carrie poznała Aidana Shaw a sam spotkał się z fanem drogich, porcelanowych lalek, Martym Mendlesonem (Donald Berman). Uważał, że to co Marty robi jest dziwaczne a romans skończył się bardzo szybko, gdy sam rzucił się na niego w łóżku, przez co stłukł mu jedną z porcelanowych lalek. Miranda zaprosiła Stanforda jako swoją osobę towarzyszącą na ślub Charlotte z Treyem McDougal, po tym jak zerwała z Harrisem Bragen (Clark Gregg).
Sezon 4
Stanford zachęcił Carrie by udała się jako „nowojorczanka” na pokaz mody organizowany przez Lynne (Margaret Cho). Carrie natomiast, przez Charlotte, znalazła mu randkę w postaci Anthony’ego Marantino, ale nie przypadli sobie do gustu. Gdy sama upadła w środku pokazu, podniosła się z niego i dokończyła swój występ po wybiegu czym zyskała brawa m.in. Stanforda. Gdy Carrie poznała w klubie dla gejów homoseksualnego Olivera Spencera (Murray Bartlett), Stanford okazał oburzenie, że udała się tam bez niego i spotyka się z dwoma przystojnymi mężczyznami, Oliverem i Aidanem.
Sezon 5 i 6
Stanford poznał Marcusa Adant z którym się związał. Był jednak sam na ślubie Charlotte York z Harrym Goldenblatt.
Seks w wielkim mieście (film)
Trzy lata później, Stanford wciąż był obecny w życiu Carrie, lecz bez Marcusa. Został zaproszony na jej pierwszy, nieudany ślub, do którego nie doszło, z Johnem Jamesem „Big” Prestonem, wieloletnim chłopakiem. Rok później, był obecny na skromnym weselu tej pary, która wróciła do siebie, w lokalnej restauracji. Ślub Carrie z Johnem odbył się w urzędzie stanu cywilnego, gdzie byli tylko oni. W międzyczasie, w Sylwestra, Stanford pocałował się z dokuczającym mu od lat Anthonym Marantino.
Seks w wielkim mieście 2
Dwa lata później nastąpiło coś nieoczekiwanego. Stanford i Anthony Marantino pobrali się w Hamptons. Po weselu Samantha poszła do łóżka ze szwagrem Stanforda, Nickiem (Noah Mills). Natomiast Ślubu udzielała im sama Liza Minnelli.
And Just Like That...
Willie Garson wystąpił w nagranych odcinkach kontynuacji serialu i dwóch filmów kinowych. Plan dalszego rozwoju postaci w produkcji przekreśliła śmierć aktora.
Aktor grający postać zmarł 21 września 2021 roku, ale śmierć Stanforda nie zostanie wpisana w fabułę serialu.